# Américo Jacobina Lacombe
Américo Lourenço Jacobina Lacombe (Rio de Janeiro, 7 de julho de 1909 – Rio de Janeiro, 7 de abril de 1993) foi um advogado, professor e historiador brasileiro.

## Biografia
De raízes gálicas e filho de Domingos Lourenço Lacombe e de Isabel Jacobina Lacombe, fez seus estudos no Curso Jacobina e em Belo Horizonte, no Colégio Arnaldo, onde foi colega do futuro escritor Guimarães Rosa.
De retorno ao Rio de Janeiro, matriculou-se na Faculdade de Direito da Universidade do Rio de Janeiro, atual Universidade Federal do Rio de Janeiro, concluindo o curso em 1931. Ainda nos tempos de estudante, participou do Centro Acadêmico de Estudos Jurídicos e Sociais - o CAJU - com os colegas Antonio Galotti, Vinícius de Morais, Chermont de Brito, Otávio de Farias, Santiago Dantas, Plínio Doyle, Sá Freire Alvim, Thiers Martins Moreira, Gilson Amado, Vicente Chermont de Miranda, Antonio Balbino, Aroldo de Azevedo, Hélio Viana entre outros, muitos dos quais, incluindo Américo Lacombe, se encantaram com a doutrina Integralista, de Plínio Salgado, e aderiram à Ação Integralista Brasileira (AIB). Quase todos esses colegas de universidade ficaram amigos para o resto da vida e eram conhecidos como o grupo dos manos. A eles se juntaram, na década de 1940, Carlos Flexa Ribeiro e Salvador Pinto.
Não se sentindo atraído pela advocacia, encaminhou-se para a atividade de professor e funcionário público. Professor de história dos colégios São Bento e Santo Inácio, participou do grupo que lançou as bases da Pontifícia Universidade Católica do Rio de Janeiro e aí lecionou durante 30 anos.
Exerceu o cargo de secretário do Conselho Nacional de Educação (1933-1939), diretor da Casa de Rui Barbosa (1939-1967), transformando-se em Fundação Casa de Rui Barbosa, tornou-se presidente (1967-1993). Suas principais realizações na Casa de Rui Barbosa foram a publicação das Obras Completas de Rui Barbosa em 150 volumes e a criação do Centro de Pesquisas. Em 1959, durante 12 meses, foi Secretário de Educação e Cultura do antigo Distrito Federal e durante dois anos, de 1961 a 1963, foi professor na Universidade de Paris e Diretor da Casa do Estudante do Brasil na cidade universitária dessa universidade. Membro do Instituto Histórico e Geográfico Brasileiro, do qual foi Presidente de 1985 a 1991, além de várias outras instituições congêneres dos estados, da Academia Portuguesa da História e do Instituto de Coimbra. Foi também Presidente da Alliance Française no Rio de Janeiro durante muitos anos, tendo recebido a Légion d'Honneur no grau de oficial. Pelos serviços prestados às Histórias de Portugal e do Brasil e à língua comum aos dois países, o Presidente da República Portuguesa lhe concedeu o grau de Oficial da Ordem Militar de Cristo (17 de maio de 1958), a mais antiga condecoração de Portugal, bem como o grau de Comendador da Ordem da Instrução Pública (19 de agosto de 1968) e Grande-Oficial da Ordem do Mérito (26 de novembro de 1987). Foi representante do Brasil na Organização dos Estados Americanos para o Programa de História da América e redigiu o texto sobre História do Brasil nesse programa. Durante muitos anos lecionou História do Brasil no Instituto Rio Branco, que forma os diplomatas brasileiros. Durante quase vinte anos dirigiu a Coleção Brasiliana da Companhia Editora Nacional, cabendo-lhe escolher os livros a serem publicados e escrever um texto sobre eles, publicado sob a forma de prefácio ou nas orelhas dos livros.
Em 1935, Lacombe casou-se com Gilda Masset com quem teve cinco filhos: Américo Lourenço, Francisco José, Luís Antônio, Mercedes e Eduardo.

## Academia Brasileira de Letras

Posse na ABL.

Ocupante da cadeira 19, eleito em 24 de janeiro de 1974, na sucessão de Antônio da Silva Melo, e recebido pelo acadêmico Luís Viana Filho, em 2 de julho de 1974.

## Obras
Suas obras são divididas em duas partes: obras de história em geral e trabalhos sobre Rui Barbosa.
Obras de história
- Um passeio pela história do Brasil, quatro conferências proferidas na Sociedade Brasileira de Cultura Inglesa (1942)
- Brasil. Período nacional, programa de História da América (1956)
- Paulo Barbosa e a fundação de Petrópolis (1941)
- Paulo Barbosa, biografia (1950)
- Anchieta, ensaio (1973)
- Introdução ao estudo da História do Brasil (1974; Coleção Brasiliana)
- História do Brasil (1979)
- O clero no Parlamento Brasileiro. Documentos parlamentares, 5 vols., em colaboração com o pe. Fernando Bastos de Ávila (1979)
- Independência do Brasil (1980)
- A obra histórica do padre Hoornaert (1983)
- Afonso Pena e sua época, biografia (1986)
- Ensaios brasileiros de história (1989; Brasiliana)
- Ensaios históricos (1990)
- O Mordomo do Imperador (1994; Biblioteca do Exército Editora)

Sobre Rui Barbosa
- Roteiro das obras completas de Rui Barbosa, 2 volumes (1974)
- Mocidade e exílio. Cartas de Rui Barbosa prefaciadas e anotadas (1934; Coleção Brasiliana)
- O pensamento vivo de Rui Barbosa (1944)
- Rio Branco e Rui Barbosa (1948)
- Ensaios literários de Rui Barbosa, seleção e prefácio (1949)
- Rui Barbosa e a primeira Constituição da República (1949)
- Formação literária de Rui Barbosa (1954)
- Correspondência do conselheiro Manuel Pinto de Souza Dantas (1962)
- Presença de Rui Barbosa na vida brasileira (1967)
- A educação e o pensamento de Rui Barbosa (1975)
- À sombra de Rui Barbosa (1978; Coleção Brasiliana)
- Introdução ao vol. Rui Barbosa. Escritos e discursos seletos (1960)
- Rui, o parlamentar (1978)
- Rui Barbosa e a queima dos arquivos (1988)
- Coordenação e anotação de volumes das Obras completas de Rui Barbosa, 125 vols.

Traduções
- Viagens aos planaltos do Brasil, de Richard Burton, 1868, 3 volumes
- O Diário de uma viagem ao Brasil, de Maria Graham
- As relações entre a Áustria e o Brasil, de Ezekiel Stanley Ramirez

## Acervo arquivístico
O acervo arquivístico de Américo Jacobina Lacombe encontra-se, desde 1995, depositado na Fundação Casa de Rui Barbosa. O acervo constitui-se de documentação produzida e recebida pelo titular em razão das atividades exercidas na vida privada, social e profissional. São 17 metros lineares de documentos que refletem diferentes aspectos da vida de Lacombe como sua trajetória na direção de instituições culturais e de pesquisa como a Fundação Casa de Rui Barbosa, o Instituto Histórico e Geográfico Brasileiro, sua atuação como historiador, professor e editor, além de sua vida familiar e religiosa. O arquivo encontra-se em fase de organização e processamento técnico e a consulta está submetida à restrições e à aprovação do corpo técnico do Serviço de Arquivo Histórico Institucional da Fundação Casa de Rui Barbosa. 
A consulta ao acervo pode ser solicitada presencialmente ou por meio do e-mail consulta.acervo@rb.gov.br, de segunda a sexta das 10 ás 17 horas (horário de Brasília) na sede da Fundação Casa de Rui Barbosa, localizada na Rua São Clemente, 134, no bairro de Botafogo na Cidade do Rio de Janeiro.